# 大麻草と文明
『大麻草と文明』（原題The Emperor Wears No Clothes）は、ジャック・ヘレアーによるノンフィクション。1973年に、ヘレアーが友人「キャプテン」・エド・アデアから助言をもらう場面から話がはじまり、大麻草とその様々な用途についての情報の断片を集成した著書である。ヘンプとしても、薬物の大麻としても。歴史的事実を収集し編集すること十数年、1985年にヘレアーは The Emperor Wears No Clothes として出版する。第12版は2010年11月に出版される。邦訳は2014年に築地書館から。
https://upload.wikimedia.org/wikipedia/commons/b/bd/Jack_Herer_-_The_Emperor_Wears_No_Clothes.pdf
同書はH.E.M.P.（アメリカ）、Hanf Haus（ドイツ）、Sensi Seeds/Hash, Marihuana & Hemp Museum、アムステルダム、(オランダ)、T.H.C. the Texas Hemp Campaign （アメリカ）に支援される。
著書名は、アンデルセンの古典的なおとぎ話、『裸の王様』（The Emperor's New Clothes, 1837）を暗示し、大麻の禁止をたとえるためにアンデルセンの物語を用いている。